# Kylmäkoski
Kylmäkoski è un ex comune finlandese di 2 632 abitanti, situato nella regione del Pirkanmaa soppresso nel gennaio 2011. È ora compreso nel comune di Akaa.